# ستيفن وايت (كاتب بريطاني)
ستيفن وايت (بالإنجليزية: Stephen Wyatt)‏ هو كاتب خيال علمي وكاتب سيناريو بريطاني، ولد في 4 فبراير 1948 في بكنهام ‏ في المملكة المتحدة.

## وصلات خارجية
- ستيفن وايت على موقع IMDb (الإنجليزية)
- ستيفن وايت على موقع ميوزك برينز (الإنجليزية)
- ستيفن وايت على موقع كينوبويسك (الروسية)